# Chrysozephyrus nishikaze
Chrysozephyrus nishikaze — вид дневных бабочек из семейства голубянок (Lycaenidae).

## Описание
Верхняя сторона крыльев самцов светло-золотисто-зелёная, блестящая с тёмной каймой. Задние крылья с хвостиком длиной не более 3 мм. Верхняя сторона крыльев самки тёмно-коричневая. Фоновая окраска нижней стороны крыльев светлая, сероватая.

## Ареал
Эндемик Тайваня.

## Биология
Бабочки населяют горные местности. За год развивается одно поколение. Кормовое растение гусениц — вишня колокольчатая (Prunus campanulata).